# گلن دادز
گلن دادز (انگلیسی: Glenn Dods؛ زادهٔ ۱۷ نوامبر ۱۹۵۸) بازیکن فوتبال اهل نیوزیلند بود.
وی همچنین در تیم ملی فوتبال نیوزیلند بازی کرده‌است.